# Anita Cerquetti
Anita Cerquetti (* 13. April 1931 in Montecosaro, Provinz Macerata; † 11. Oktober 2014 in Perugia)  war eine italienische Opernsängerin (Sopran).

## Leben
Cerquetti absolvierte eine Gesangsausbildung am Liceo Musicale Morlacchi in Perugia. 1949 debütierte sie in einem Konzert. Ihr Bühnendebüt folgte 1951 in Spoleto in der Titelrolle der Oper Aida von Giuseppe Verdi. 1954 gastierte sie am Teatro Municipale in Reggio nell’Emilia in der Titelrolle der Oper Loreley von Alfredo Catalani. 1955 sang sie in Florenz die Abigaille in Nabucco.
Sie trat mehrfach in der Arena di Verona auf. 1953 sang sie dort die Aida und die Leonora in Der Troubadour. 1956 sang sie die Titelrolle in der Oper La Gioconda von Amilcare Ponchielli. 1957 folgte die Titelrolle in der Oper Norma von Vincenzo Bellini, mit Franco Corelli als Pollione und Giulietta Simionato als Adalgisa.
In der Saison 1955/1956 sang sie erstmals an der Lyric Opera in Chicago. Ihre Antrittsrolle dort war die Amelia in Giuseppe Verdis Un ballo in maschera. 1956/1957 war sie an der Oper von Rom wieder die Aida, mit Franco Corelli als Partner.
Im Januar 1957 sang sie in Florenz die Amelia in Un ballo in maschera. Ihre Partner waren Ebe Stignani, Gianni Poggi und Ettore Bastianini. Beim Maggio Musicale Fiorentino war sie 1957 als Noraime in Les Abencérages von Luigi Cherubini zu hören. Unter der Leitung von Dimitri Mitropoulos folgte 1957 ebenfalls in Florenz die Elvira in Ernani an der Seite von Mario del Monaco, Ettore Bastianini und Boris Christoff.
1957 trat sie am Teatro Massimo in Palermo als Aida, als Elisabetta di Valois in Don Carlo (wiederum mit Franco Corelli als Partner) und als Santuzza in Cavalleria rusticana von Pietro Mascagni auf. Im Sommer 1957 sang sie in den Caracalla-Thermen die Aida und die Leonora in La forza del destino.
Weitere Auftritte hatte sie 1957 in der Town Hall in New York in der Oper Paride ed Elena von Christoph Willibald Gluck, in Philadelphia (als Norma) und in Mexiko-Stadt (Oktober 1957 als Troubadour-Leonora und Aida). Im Herbst 1957 folgten Auftritte an der Lyric Opera in Chicago als Amelia und Elisabetta di Valois. Im Dezember 1957 und im Januar 1958 trat sie am Teatro San Carlo in Neapel als Norma auf.
Bekannt wurde sie, als sie am 4. Januar 1958, nur zwei Tage nach einer Norma-Vorstellung in Neapel, für die erkrankte Maria Callas als Norma an der Oper von Rom einsprang. Im Januar 1958 sang sie dann abwechselnd in Rom und Neapel jeweils die Norma. Im Februar 1958 folgten weitere Norma-Aufführungen in Neapel.
Im Juni 1958 debütierte sie am Teatro alla Scala in Mailand als Abigaille. Ihre Partner waren Giulietta Simionato, Gianni Poggi, Ettore Bastianini und Nicola Zaccaria. 1958 trat sie wieder in Mexiko-Stadt (Forza-Leonora, Aida) und in Philadelphia (Oktober 1958 als Troubadour-Leonora) auf. Im Jahre 1959 erschien Cerquetti nicht auf der Opernbühne. 1960 kehrte sie für einige Konzertaufführungen geistlicher Werke an die Mailänder Scala zurück. Im September 1960 kehrte Cerquetti dann auch auf die Opernbühne zurück und sang in Lucca die Amelia in Un ballo in maschera. Im Oktober 1960 folgten Aufführungen als Abigaille in Holland, bei denen sich bereits stimmliche Schwierigkeiten zeigten. Die Aufführungen in Hilversum waren ihre letzten öffentlichen Auftritte als Sängerin.
Cerquetti studierte dann für das Opernhaus in Palermo zwar noch die Rolle der Imogene in Vincenzo Bellinis Oper Il pirata ein, sagte jedoch kurzfristig sämtliche Aufführungen ab, da sie sich nicht genügend vorbereitet fühle, um diese Partie jetzt schon zu singen. Bereits kurze Zeit später beendete sie ihre Karriere und zog sich völlig ins Privatleben zurück. Die Gründe für diesen Rückzug wurden nie ganz aufgeklärt. Cerquetti gab später in einem Interview an, sie hätte sich dem Stress und dem ständigen Termindruck nicht weiter aussetzen wollen.
Während ihrer kurzen Laufbahn entstanden nur zwei kommerzielle Aufnahmen für die Firma Decca. 1957 erschien ein Album mit italienischen Opernarien sowie die Gesamtaufnahme der Oper La Gioconda von Amilcare Ponchielli.
1996 wirkte sie in dem Film Abfallprodukte der Liebe von Werner Schroeter mit. In diesem poetisch-melancholischen Dokumentarfilm sprach sie vor der Kamera noch einmal über ihre Karriere und den Verlust ihrer Stimme. Schroeter übertrug Cerquetti die Schlussszene des Films, in der sie im Playback noch einmal zu ihren Tonaufnahmen aus den 1950er Jahren singt. Der Film wurde 2009 auch auf DVD veröffentlicht. 1999 folgte ein weiterer Dokumentarfilm, Opera Fanatic von Jan Schmidt-Garre, in dem Cerquetti ebenfalls gemeinsam mit anderen wichtigen italienischen Opernsängerinnen des 20. Jahrhunderts in einem Interview zu sehen ist.

## Diskografie
- Bellini: Norma (Norma), Rom 26. Dezember 1957 (CD La Maison de la Lyric)
- Bellini: Norma (Norma), Rom 4. Januar 1958 (CD Myto)
- Bellini: Norma  (Norma), Barcelona 6. Dezember 1958 (CD Living Stage)
- Cherubini: Les Abencerages (Noraima), Florenz 9. Mai 1956 (CD Andromeda)
- Ponchielli: La Gioconda (Gioconda), Florenz 1956 (CD Myto)
- Ponchielli: La Gioconda (Gioconda), Florenz 1958 (CD Decca)
- Rossini: Guglielmo Tell (Matilda), Mailand 18. April 1956 (CD Myto)
- Rossini: Mosè (Anaïde), Rom 27. Juni 1956 (CD Myto)
- Rossini: Mosè (Anaïde), Neapel 21. Juli 1957 (CD) Szenen
- Verdi: Aida (Aida), Neapel (CD Bongiovanni) Szenen
- Verdi: Aida (Aida), Mexiko-Stadt 24. September 1958 (CD OOA)
- Verdi: Aida (Aida), Mexiko-Stadt 9.1958 (CD Lyric)
- Verdi: Don Carlo (Elisabetta), Florenz 16. Juni 1956 (CD Myto)
- Verdi: Ernani (Elvira), Florenz 1957 (CD Myto)
- Verdi: Il trovatore (Leonora) Mexiko-Stadt 28. Oktober 1957 (CD Myto)
- Verdi: I vespri siciliani (Elena), Turin 1955 (CD Myto)
- Verdi: La forza del destino (Leonora) Rom 28. September 1957 (CD Myto)
- Verdi: La forza del destino (Leonora) Mexiko-Stadt 3. Oktober 1958 (CD Lyric)
- Verdi: Nabucco (Abigaile) Hilversum 25. April 1960 (CD Gala)
- Verdi: Un ballo in maschera (Amelia) Florenz 6. Januar 1957 (CD Andromeda)
- Weber: Oberon (Rezia), Mailand 18. Oktober 1957 (CD Myto)